# Tour de Burgos 2020
Le Tour de Burgos 2020 est la 42e édition de cette course cycliste sur route masculine, disputée dans la province de Burgos en Espagne. Il a lieu du 28 juillet au 1er août et fait partie de l'UCI ProSeries en catégorie 2.Pro et de la Coupe d'Espagne.
Cette épreuve marque le retour à la compétition en Europe de l'Ouest, après plus de quatre mois d'interruption dû à la pandémie de Covid-19 (la dernière course ayant été Paris-Nice (8 au 14 mars)).

## Équipes
| WorldTeams (14)- Deceuninck-Quick Step - Bora-Hansgrohe - Groupama-FDJ - Bahrain McLaren - Israel Start-Up Nation - CCC Team - Movistar Team - Jumbo-Visma - UAE Team Emirates - NTT Pro Cycling - Mitchelton-Scott - Ineos - Astana - Trek-Segafredo ProTeams (6)- Gazprom-RusVelo - Caja Rural-Seguros RGA - Nippo Delko One Provence - Burgos-BH - Bingoal-Wallonie Bruxelles - Euskaltel-Euskadi Équipes continentales (2)- Equipo Kern Pharma - Kometa-Xstra |
| |

## Étapes
| Étape     | Date      | Villes étapes                  | type                      | Distance (km) | Vainqueur d'étape   | Leader du classement général |
| --------- | --------- | ------------------------------ | ------------------------- | ------------- | ------------------- | ---------------------------- |
| 1re étape | 28 juill. | Burgos – Burgos                | étape de plaine           | 157           | Felix Großschartner | Felix Großschartner          |
| 2e étape  | 29 juill. | Castrojeriz – Villadiego       | étape de plaine           | 168           | Fernando Gaviria    | Felix Großschartner          |
| 3e étape  | 30 juill. | Sargentes de la Lora           | étape de moyenne montagne | 150           | Remco Evenepoel     | Remco Evenepoel              |
| 4e étape  | 31 juill. | Gumiel de Izán – Roa           | étape vallonnée           | 163           | Sam Bennett         | Remco Evenepoel              |
| 5e étape  | 1 août    | Covarrubias – Lagunas de Neila | étape de montagne         | 158           | Iván Sosa           | Remco Evenepoel              |

## Déroulement de la course

### 1reétape
| \| Classement de l'étape \| Classement de l'étape \| Classement de l'étape \| Classement de l'étape \| Classement de l'étape \| \| Coureur \| Coureur \| Pays \| Équipe \| Temps \| \| --------------------- \| --------------------- \| --------------------- \| ---------------------- \| --------------------- \| \| 1er \| Felix Großschartner \| Autriche \| Bora-Hansgrohe \| 3 h 40 min 21 s \| \| 2e \| João Almeida \| Portugal \| Deceuninck-Quick Step \| + 8 s \| \| 3e \| Alejandro Valverde \| Espagne \| Movistar Team \| + 8 s \| \| 4e \| Alex Aranburu \| Espagne \| Astana \| + 8 s \| \| 5e \| Mikel Landa \| Espagne \| Bahrain McLaren \| + 8 s \| \| 6e \| David Gaudu \| France \| Groupama-FDJ \| + 8 s \| \| 7e \| Jon Aberasturi \| Espagne \| Caja Rural-Seguros RGA \| + 8 s \| \| 8e \| Jay McCarthy \| Australie \| Bora-Hansgrohe \| + 8 s \| \| 9e \| Matteo Trentin \| Italie \| CCC Team \| + 8 s \| \| 10e \| Remco Evenepoel \| Belgique \| Deceuninck-Quick Step \| + 8 s \| |                     |           |                        |                 |
| |                     |           |                        |                 |
| Source : ProCyclingStats |                     |           |                        |                 |
| Classement de l'étape |                     |           |                        |                 |
| Coureur | Coureur             | Pays      | Équipe                 | Temps           |
| 1er | Felix Großschartner | Autriche  | Bora-Hansgrohe         | 3 h 40 min 21 s |
| 2e | João Almeida        | Portugal  | Deceuninck-Quick Step  | + 8 s           |
| 3e | Alejandro Valverde  | Espagne   | Movistar Team          | + 8 s           |
| 4e | Alex Aranburu       | Espagne   | Astana                 | + 8 s           |
| 5e | Mikel Landa         | Espagne   | Bahrain McLaren        | + 8 s           |
| 6e | David Gaudu         | France    | Groupama-FDJ           | + 8 s           |
| 7e | Jon Aberasturi      | Espagne   | Caja Rural-Seguros RGA | + 8 s           |
| 8e | Jay McCarthy        | Australie | Bora-Hansgrohe         | + 8 s           |
| 9e | Matteo Trentin      | Italie    | CCC Team               | + 8 s           |
| 10e | Remco Evenepoel     | Belgique  | Deceuninck-Quick Step  | + 8 s           |

| \| Classement général \| Classement général \| Classement général \| Classement général \| Classement général \| \| Coureur \| Coureur \| Pays \| Équipe \| Temps \| \| ------------------ \| ------------------- \| ------------------ \| ---------------------- \| ------------------ \| \| 1er \| Felix Großschartner \| Autriche \| Bora-Hansgrohe \| 3 h 40 min 21 s \| \| 2e \| João Almeida \| Portugal \| Deceuninck-Quick Step \| + 8 s \| \| 3e \| Alejandro Valverde \| Espagne \| Movistar Team \| + 8 s \| \| 4e \| Alex Aranburu \| Espagne \| Astana \| + 8 s \| \| 5e \| Mikel Landa \| Espagne \| Bahrain McLaren \| + 10 s \| \| 6e \| David Gaudu \| France \| Groupama-FDJ \| + 10 s \| \| 7e \| Jon Aberasturi \| Espagne \| Caja Rural-Seguros RGA \| + 10 s \| \| 8e \| Jay McCarthy \| Australie \| Bora-Hansgrohe \| + 10 s \| \| 9e \| Matteo Trentin \| Italie \| CCC Team \| + 10 s \| \| 10e \| Remco Evenepoel \| Belgique \| Deceuninck-Quick Step \| + 10 s \| |                     |           |                        |                 |
| |                     |           |                        |                 |
| Source : ProCyclingStats |                     |           |                        |                 |
| Classement général |                     |           |                        |                 |
| Coureur | Coureur             | Pays      | Équipe                 | Temps           |
| 1er | Felix Großschartner | Autriche  | Bora-Hansgrohe         | 3 h 40 min 21 s |
| 2e | João Almeida        | Portugal  | Deceuninck-Quick Step  | + 8 s           |
| 3e | Alejandro Valverde  | Espagne   | Movistar Team          | + 8 s           |
| 4e | Alex Aranburu       | Espagne   | Astana                 | + 8 s           |
| 5e | Mikel Landa         | Espagne   | Bahrain McLaren        | + 10 s          |
| 6e | David Gaudu         | France    | Groupama-FDJ           | + 10 s          |
| 7e | Jon Aberasturi      | Espagne   | Caja Rural-Seguros RGA | + 10 s          |
| 8e | Jay McCarthy        | Australie | Bora-Hansgrohe         | + 10 s          |
| 9e | Matteo Trentin      | Italie    | CCC Team               | + 10 s          |
| 10e | Remco Evenepoel     | Belgique  | Deceuninck-Quick Step  | + 10 s          |

### 2eétape
| \| Classement de l'étape \| Classement de l'étape \| Classement de l'étape \| Classement de l'étape \| Classement de l'étape \| \| Coureur \| Coureur \| Pays \| Équipe \| Temps \| \| --------------------- \| --------------------- \| --------------------- \| ---------------------- \| --------------------- \| \| 1er \| Fernando Gaviria \| Colombie \| UAE Team Emirates \| 3 h 55 min 38 s \| \| 2e \| Arnaud Démare \| France \| Groupama-FDJ \| + 0 s \| \| 3e \| Sam Bennett \| Irlande \| Deceuninck-Quick Step \| + 0 s \| \| 4e \| Matteo Trentin \| Italie \| CCC Team \| + 0 s \| \| 5e \| Jon Aberasturi \| Espagne \| Caja Rural-Seguros RGA \| + 0 s \| \| 6e \| Jasper Stuyven \| Belgique \| Trek-Segafredo \| + 0 s \| \| 7e \| Giacomo Nizzolo \| Italie \| NTT Pro Cycling \| + 0 s \| \| 8e \| Edward Theuns \| Belgique \| Trek-Segafredo \| + 0 s \| \| 9e \| Pascal Eenkhoorn \| Pays-Bas \| Jumbo-Visma \| + 0 s \| \| 10e \| Mikel Aristi \| Espagne \| Euskaltel-Euskadi \| + 0 s \| |                  |          |                        |                 |
| |                  |          |                        |                 |
| Source : ProCyclingStats |                  |          |                        |                 |
| Classement de l'étape |                  |          |                        |                 |
| Coureur | Coureur          | Pays     | Équipe                 | Temps           |
| 1er | Fernando Gaviria | Colombie | UAE Team Emirates      | 3 h 55 min 38 s |
| 2e | Arnaud Démare    | France   | Groupama-FDJ           | + 0 s           |
| 3e | Sam Bennett      | Irlande  | Deceuninck-Quick Step  | + 0 s           |
| 4e | Matteo Trentin   | Italie   | CCC Team               | + 0 s           |
| 5e | Jon Aberasturi   | Espagne  | Caja Rural-Seguros RGA | + 0 s           |
| 6e | Jasper Stuyven   | Belgique | Trek-Segafredo         | + 0 s           |
| 7e | Giacomo Nizzolo  | Italie   | NTT Pro Cycling        | + 0 s           |
| 8e | Edward Theuns    | Belgique | Trek-Segafredo         | + 0 s           |
| 9e | Pascal Eenkhoorn | Pays-Bas | Jumbo-Visma            | + 0 s           |
| 10e | Mikel Aristi     | Espagne  | Euskaltel-Euskadi      | + 0 s           |

| \| Classement général \| Classement général \| Classement général \| Classement général \| Classement général \| \| Coureur \| Coureur \| Pays \| Équipe \| Temps \| \| ------------------ \| ------------------- \| ------------------ \| ---------------------- \| ------------------ \| \| 1er \| Felix Großschartner \| Autriche \| Bora-Hansgrohe \| 7 h 35 min 59 s \| \| 2e \| Jon Aberasturi \| Espagne \| Caja Rural-Seguros RGA \| + 8 s \| \| 3e \| Matteo Trentin \| Italie \| CCC Team \| + 8 s \| \| 4e \| Jasper Stuyven \| Belgique \| Trek-Segafredo \| + 8 s \| \| 5e \| Giacomo Nizzolo \| Italie \| NTT Pro Cycling \| + 8 s \| \| 6e \| Alejandro Valverde \| Espagne \| Movistar Team \| + 8 s \| \| 7e \| Mikel Landa \| Espagne \| Bahrain McLaren \| + 8 s \| \| 8e \| George Bennett \| Nouvelle-Zélande \| Jumbo-Visma \| + 8 s \| \| 9e \| Esteban Chaves \| Colombie \| Mitchelton-Scott \| + 8 s \| \| 10e \| Richard Carapaz \| Équateur \| Team Ineos \| + 8 s \| |                     |                  |                        |                 |
| |                     |                  |                        |                 |
| Source : ProCyclingStats |                     |                  |                        |                 |
| Classement général |                     |                  |                        |                 |
| Coureur | Coureur             | Pays             | Équipe                 | Temps           |
| 1er | Felix Großschartner | Autriche         | Bora-Hansgrohe         | 7 h 35 min 59 s |
| 2e | Jon Aberasturi      | Espagne          | Caja Rural-Seguros RGA | + 8 s           |
| 3e | Matteo Trentin      | Italie           | CCC Team               | + 8 s           |
| 4e | Jasper Stuyven      | Belgique         | Trek-Segafredo         | + 8 s           |
| 5e | Giacomo Nizzolo     | Italie           | NTT Pro Cycling        | + 8 s           |
| 6e | Alejandro Valverde  | Espagne          | Movistar Team          | + 8 s           |
| 7e | Mikel Landa         | Espagne          | Bahrain McLaren        | + 8 s           |
| 8e | George Bennett      | Nouvelle-Zélande | Jumbo-Visma            | + 8 s           |
| 9e | Esteban Chaves      | Colombie         | Mitchelton-Scott       | + 8 s           |
| 10e | Richard Carapaz     | Équateur         | Team Ineos             | + 8 s           |

### 3eétape
| \| Classement de l'étape \| Classement de l'étape \| Classement de l'étape \| Classement de l'étape \| Classement de l'étape \| \| Coureur \| Coureur \| Pays \| Équipe \| Temps \| \| --------------------- \| --------------------- \| --------------------- \| ---------------------- \| --------------------- \| \| 1er \| Remco Evenepoel \| Belgique \| Deceuninck-Quick Step \| 3 h 59 min 09 s \| \| 2e \| George Bennett \| Nouvelle-Zélande \| Jumbo-Visma \| + 18 s \| \| 3e \| Mikel Landa \| Espagne \| Bahrain McLaren \| + 32 s \| \| 4e \| Esteban Chaves \| Colombie \| Mitchelton-Scott \| + 35 s \| \| 5e \| João Almeida \| Portugal \| Deceuninck-Quick Step \| + 45 s \| \| 6e \| Ben Hermans \| Belgique \| Israel Start-Up Nation \| + 52 s \| \| 7e \| Richard Carapaz \| Équateur \| Team Ineos \| + 52 s \| \| 8e \| Fabio Aru \| Italie \| UAE Team Emirates \| + 1 min 03 s \| \| 9e \| Joel Nicolau \| Espagne \| Caja Rural-Seguros RGA \| + 1 min 20 s \| \| 10e \| Mikel Nieve \| Espagne \| Mitchelton-Scott \| + 1 min 20 s \| |                 |                  |                        |                 |
| |                 |                  |                        |                 |
| Source : ProCyclingStats |                 |                  |                        |                 |
| Classement de l'étape |                 |                  |                        |                 |
| Coureur | Coureur         | Pays             | Équipe                 | Temps           |
| 1er | Remco Evenepoel | Belgique         | Deceuninck-Quick Step  | 3 h 59 min 09 s |
| 2e | George Bennett  | Nouvelle-Zélande | Jumbo-Visma            | + 18 s          |
| 3e | Mikel Landa     | Espagne          | Bahrain McLaren        | + 32 s          |
| 4e | Esteban Chaves  | Colombie         | Mitchelton-Scott       | + 35 s          |
| 5e | João Almeida    | Portugal         | Deceuninck-Quick Step  | + 45 s          |
| 6e | Ben Hermans     | Belgique         | Israel Start-Up Nation | + 52 s          |
| 7e | Richard Carapaz | Équateur         | Team Ineos             | + 52 s          |
| 8e | Fabio Aru       | Italie           | UAE Team Emirates      | + 1 min 03 s    |
| 9e | Joel Nicolau    | Espagne          | Caja Rural-Seguros RGA | + 1 min 20 s    |
| 10e | Mikel Nieve     | Espagne          | Mitchelton-Scott       | + 1 min 20 s    |

| \| Classement général \| Classement général \| Classement général \| Classement général \| Classement général \| \| Coureur \| Coureur \| Pays \| Équipe \| Temps \| \| ------------------ \| ------------------ \| ------------------ \| ---------------------- \| ------------------ \| \| 1er \| Remco Evenepoel \| Belgique \| Deceuninck-Quick Step \| 11 h 35 min 16 s \| \| 2e \| George Bennett \| Nouvelle-Zélande \| Jumbo-Visma \| + 18 s \| \| 3e \| Mikel Landa \| Espagne \| Bahrain McLaren \| + 32 s \| \| 4e \| Esteban Chaves \| Colombie \| Mitchelton-Scott \| + 35 s \| \| 5e \| João Almeida \| Portugal \| Deceuninck-Quick Step \| + 45 s \| \| 6e \| Richard Carapaz \| Équateur \| Team Ineos \| + 52 s \| \| 7e \| Ben Hermans \| Belgique \| Israel Start-Up Nation \| + 52 s \| \| 8e \| Fabio Aru \| Italie \| UAE Team Emirates \| + 1 min 03 s \| \| 9e \| David de la Cruz \| Espagne \| UAE Team Emirates \| + 1 min 33 s \| \| 10e \| Mikel Nieve \| Espagne \| Mitchelton-Scott \| + 1 min 35 s \| |                  |                  |                        |                  |
| |                  |                  |                        |                  |
| Source : ProCyclingStats |                  |                  |                        |                  |
| Classement général |                  |                  |                        |                  |
| Coureur | Coureur          | Pays             | Équipe                 | Temps            |
| 1er | Remco Evenepoel  | Belgique         | Deceuninck-Quick Step  | 11 h 35 min 16 s |
| 2e | George Bennett   | Nouvelle-Zélande | Jumbo-Visma            | + 18 s           |
| 3e | Mikel Landa      | Espagne          | Bahrain McLaren        | + 32 s           |
| 4e | Esteban Chaves   | Colombie         | Mitchelton-Scott       | + 35 s           |
| 5e | João Almeida     | Portugal         | Deceuninck-Quick Step  | + 45 s           |
| 6e | Richard Carapaz  | Équateur         | Team Ineos             | + 52 s           |
| 7e | Ben Hermans      | Belgique         | Israel Start-Up Nation | + 52 s           |
| 8e | Fabio Aru        | Italie           | UAE Team Emirates      | + 1 min 03 s     |
| 9e | David de la Cruz | Espagne          | UAE Team Emirates      | + 1 min 33 s     |
| 10e | Mikel Nieve      | Espagne          | Mitchelton-Scott       | + 1 min 35 s     |

### 4eétape
| \| Classement de l'étape \| Classement de l'étape \| Classement de l'étape \| Classement de l'étape \| Classement de l'étape \| \| Coureur \| Coureur \| Pays \| Équipe \| Temps \| \| --------------------- \| --------------------- \| --------------------- \| -------------------------- \| --------------------- \| \| 1er \| Sam Bennett \| Irlande \| Deceuninck-Quick Step \| 3 h 51 min 19 s \| \| 2e \| Arnaud Démare \| France \| Groupama-FDJ \| + 5 s \| \| 3e \| Giacomo Nizzolo \| Italie \| NTT Pro Cycling \| + 5 s \| \| 4e \| Davide Cimolai \| Italie \| Israel Start-Up Nation \| + 5 s \| \| 5e \| Lionel Taminiaux \| Belgique \| Bingoal-Wallonie Bruxelles \| + 5 s \| \| 6e \| Biniam Girmay \| Érythrée \| Nippo-Delko One Provence \| + 5 s \| \| 7e \| Jon Aberasturi \| Espagne \| Caja Rural-Seguros RGA \| + 5 s \| \| 8e \| Martin Laas \| Estonie \| Bora-Hansgrohe \| + 5 s \| \| 9e \| Alexander Edmondson \| Australie \| Mitchelton-Scott \| + 5 s \| \| 10e \| Rick Zabel \| Allemagne \| Israel Start-Up Nation \| + 5 s \| |                     |           |                            |                 |
| |                     |           |                            |                 |
| Source : ProCyclingStats |                     |           |                            |                 |
| Classement de l'étape |                     |           |                            |                 |
| Coureur | Coureur             | Pays      | Équipe                     | Temps           |
| 1er | Sam Bennett         | Irlande   | Deceuninck-Quick Step      | 3 h 51 min 19 s |
| 2e | Arnaud Démare       | France    | Groupama-FDJ               | + 5 s           |
| 3e | Giacomo Nizzolo     | Italie    | NTT Pro Cycling            | + 5 s           |
| 4e | Davide Cimolai      | Italie    | Israel Start-Up Nation     | + 5 s           |
| 5e | Lionel Taminiaux    | Belgique  | Bingoal-Wallonie Bruxelles | + 5 s           |
| 6e | Biniam Girmay       | Érythrée  | Nippo-Delko One Provence   | + 5 s           |
| 7e | Jon Aberasturi      | Espagne   | Caja Rural-Seguros RGA     | + 5 s           |
| 8e | Martin Laas         | Estonie   | Bora-Hansgrohe             | + 5 s           |
| 9e | Alexander Edmondson | Australie | Mitchelton-Scott           | + 5 s           |
| 10e | Rick Zabel          | Allemagne | Israel Start-Up Nation     | + 5 s           |

| \| Classement général \| Classement général \| Classement général \| Classement général \| Classement général \| \| Coureur \| Coureur \| Pays \| Équipe \| Temps \| \| ------------------ \| ------------------ \| ------------------ \| ---------------------- \| ------------------ \| \| 1er \| Remco Evenepoel \| Belgique \| Deceuninck-Quick Step \| 15 h 26 min 47 s \| \| 2e \| George Bennett \| Nouvelle-Zélande \| Jumbo-Visma \| + 18 s \| \| 3e \| Mikel Landa \| Espagne \| Bahrain McLaren \| + 32 s \| \| 4e \| Esteban Chaves \| Colombie \| Mitchelton-Scott \| + 35 s \| \| 5e \| João Almeida \| Portugal \| Deceuninck-Quick Step \| + 45 s \| \| 6e \| Richard Carapaz \| Équateur \| Team Ineos \| + 52 s \| \| 7e \| Ben Hermans \| Belgique \| Israel Start-Up Nation \| + 52 s \| \| 8e \| Fabio Aru \| Italie \| UAE Team Emirates \| + 1 min 03 s \| \| 9e \| David de la Cruz \| Espagne \| UAE Team Emirates \| + 1 min 33 s \| \| 10e \| Mikel Nieve \| Espagne \| Mitchelton-Scott \| + 1 min 35 s \| |                  |                  |                        |                  |
| |                  |                  |                        |                  |
| Source : ProCyclingStats |                  |                  |                        |                  |
| Classement général |                  |                  |                        |                  |
| Coureur | Coureur          | Pays             | Équipe                 | Temps            |
| 1er | Remco Evenepoel  | Belgique         | Deceuninck-Quick Step  | 15 h 26 min 47 s |
| 2e | George Bennett   | Nouvelle-Zélande | Jumbo-Visma            | + 18 s           |
| 3e | Mikel Landa      | Espagne          | Bahrain McLaren        | + 32 s           |
| 4e | Esteban Chaves   | Colombie         | Mitchelton-Scott       | + 35 s           |
| 5e | João Almeida     | Portugal         | Deceuninck-Quick Step  | + 45 s           |
| 6e | Richard Carapaz  | Équateur         | Team Ineos             | + 52 s           |
| 7e | Ben Hermans      | Belgique         | Israel Start-Up Nation | + 52 s           |
| 8e | Fabio Aru        | Italie           | UAE Team Emirates      | + 1 min 03 s     |
| 9e | David de la Cruz | Espagne          | UAE Team Emirates      | + 1 min 33 s     |
| 10e | Mikel Nieve      | Espagne          | Mitchelton-Scott       | + 1 min 35 s     |

### 5eétape
| \| Classement de l'étape \| Classement de l'étape \| Classement de l'étape \| Classement de l'étape \| Classement de l'étape \| \| Coureur \| Coureur \| Pays \| Équipe \| Temps \| \| --------------------- \| --------------------- \| --------------------- \| --------------------- \| --------------------- \| \| 1er \| Iván Sosa \| Colombie \| Team Ineos \| 3 h 47 min 56 s \| \| 2e \| Mikel Landa \| Espagne \| Bahrain McLaren \| + 9 s \| \| 3e \| Remco Evenepoel \| Belgique \| Deceuninck-Quick Step \| + 11 s \| \| 4e \| João Almeida \| Portugal \| Deceuninck-Quick Step \| + 38 s \| \| 5e \| Lennard Kämna \| Allemagne \| Bora-Hansgrohe \| + 43 s \| \| 6e \| Rafał Majka \| Pologne \| Bora-Hansgrohe \| + 44 s \| \| 7e \| David Gaudu \| France \| Groupama-FDJ \| + 58 s \| \| 8e \| Esteban Chaves \| Colombie \| Mitchelton-Scott \| + 1 min 02 s \| \| 9e \| Simon Yates \| Royaume-Uni \| Mitchelton-Scott \| + 1 min 10 s \| \| 10e \| David de la Cruz \| Espagne \| UAE Team Emirates \| + 1 min 12 s \| |                  |             |                       |                 |
| |                  |             |                       |                 |
| Source : ProCyclingStats |                  |             |                       |                 |
| Classement de l'étape |                  |             |                       |                 |
| Coureur | Coureur          | Pays        | Équipe                | Temps           |
| 1er | Iván Sosa        | Colombie    | Team Ineos            | 3 h 47 min 56 s |
| 2e | Mikel Landa      | Espagne     | Bahrain McLaren       | + 9 s           |
| 3e | Remco Evenepoel  | Belgique    | Deceuninck-Quick Step | + 11 s          |
| 4e | João Almeida     | Portugal    | Deceuninck-Quick Step | + 38 s          |
| 5e | Lennard Kämna    | Allemagne   | Bora-Hansgrohe        | + 43 s          |
| 6e | Rafał Majka      | Pologne     | Bora-Hansgrohe        | + 44 s          |
| 7e | David Gaudu      | France      | Groupama-FDJ          | + 58 s          |
| 8e | Esteban Chaves   | Colombie    | Mitchelton-Scott      | + 1 min 02 s    |
| 9e | Simon Yates      | Royaume-Uni | Mitchelton-Scott      | + 1 min 10 s    |
| 10e | David de la Cruz | Espagne     | UAE Team Emirates     | + 1 min 12 s    |

## Classements finals

### Classement général
| \| Classement général \| Classement général \| Classement général \| Classement général \| Classement général \| \| Coureur \| Coureur \| Pays \| Équipe \| Temps \| \| ------------------ \| ------------------ \| ------------------ \| ---------------------- \| ------------------ \| \| 1er \| Remco Evenepoel \| Belgique \| Deceuninck-Quick Step \| 19 h 14 min 42 s \| \| 2e \| Mikel Landa \| Espagne \| Bahrain McLaren \| + 30 s \| \| 3e \| João Almeida \| Portugal \| Deceuninck-Quick Step \| + 1 min 12 s \| \| 4e \| Esteban Chaves \| Colombie \| Mitchelton-Scott \| + 1 min 26 s \| \| 5e \| George Bennett \| Nouvelle-Zélande \| Jumbo-Visma \| + 1 min 40 s \| \| 6e \| Richard Carapaz \| Équateur \| Team Ineos \| + 1 min 58 s \| \| 7e \| Ben Hermans \| Belgique \| Israel Start-Up Nation \| + 2 min 25 s \| \| 8e \| David de la Cruz \| Espagne \| UAE Team Emirates \| + 2 min 34 s \| \| 9e \| Fabio Aru \| Italie \| UAE Team Emirates \| + 2 min 36 s \| \| 10e \| Mikel Nieve \| Espagne \| Mitchelton-Scott \| + 3 min 00 s \| |                  |                  |                        |                  |
| |                  |                  |                        |                  |
| Source : ProCyclingStats |                  |                  |                        |                  |
| Classement général |                  |                  |                        |                  |
| Coureur | Coureur          | Pays             | Équipe                 | Temps            |
| 1er | Remco Evenepoel  | Belgique         | Deceuninck-Quick Step  | 19 h 14 min 42 s |
| 2e | Mikel Landa      | Espagne          | Bahrain McLaren        | + 30 s           |
| 3e | João Almeida     | Portugal         | Deceuninck-Quick Step  | + 1 min 12 s     |
| 4e | Esteban Chaves   | Colombie         | Mitchelton-Scott       | + 1 min 26 s     |
| 5e | George Bennett   | Nouvelle-Zélande | Jumbo-Visma            | + 1 min 40 s     |
| 6e | Richard Carapaz  | Équateur         | Team Ineos             | + 1 min 58 s     |
| 7e | Ben Hermans      | Belgique         | Israel Start-Up Nation | + 2 min 25 s     |
| 8e | David de la Cruz | Espagne          | UAE Team Emirates      | + 2 min 34 s     |
| 9e | Fabio Aru        | Italie           | UAE Team Emirates      | + 2 min 36 s     |
| 10e | Mikel Nieve      | Espagne          | Mitchelton-Scott       | + 3 min 00 s     |

### Classements annexes
| Classement par points | Classement par points | Classement par points | Classement par points | Classement par points |
| Coureur               | Coureur               | Pays                  | Équipe                | Points                |
| --------------------- | --------------------- | --------------------- | --------------------- | --------------------- |
| 1er                   | Mikel Landa           | Espagne               | Bahrain McLaren       | 48 pts                |
| 2e                    | Remco Evenepoel       | Belgique              | Deceuninck-Quick Step | 47 pts                |
| 3e                    | João Almeida          | Portugal              | Deceuninck-Quick Step | 46 pts                |
| 4e                    | Sam Bennett           | Irlande               | Deceuninck-Quick Step | 41 pts                |
| 5e                    | Arnaud Démare         | France                | Groupama-FDJ          | 40 pts                |
| 6e                    | Esteban Chaves        | Colombie              | Mitchelton-Scott      | 27 pts                |
| 7e                    | Iván Sosa             | Colombie              | Team Ineos            | 26 pts                |
| 8e                    | Felix Großschartner   | Autriche              | Bora-Hansgrohe        | 25 pts                |
| 9e                    | Fernando Gaviria      | Colombie              | UAE Team Emirates     | 25 pts                |
| 10e                   | George Bennett        | Nouvelle-Zélande      | Jumbo-Visma           | 23 pts                |

| Classement par points | Classement par points | Classement par points | Classement par points | Classement par points |
| Coureur               | Coureur               | Pays                  | Équipe                | Points                |
| --------------------- | --------------------- | --------------------- | --------------------- | --------------------- |
| 1er                   | Mikel Landa           | Espagne               | Bahrain McLaren       | 48 pts                |
| 2e                    | Remco Evenepoel       | Belgique              | Deceuninck-Quick Step | 47 pts                |
| 3e                    | João Almeida          | Portugal              | Deceuninck-Quick Step | 46 pts                |
| 4e                    | Sam Bennett           | Irlande               | Deceuninck-Quick Step | 41 pts                |
| 5e                    | Arnaud Démare         | France                | Groupama-FDJ          | 40 pts                |
| 6e                    | Esteban Chaves        | Colombie              | Mitchelton-Scott      | 27 pts                |
| 7e                    | Iván Sosa             | Colombie              | Team Ineos            | 26 pts                |
| 8e                    | Felix Großschartner   | Autriche              | Bora-Hansgrohe        | 25 pts                |
| 9e                    | Fernando Gaviria      | Colombie              | UAE Team Emirates     | 25 pts                |
| 10e                   | George Bennett        | Nouvelle-Zélande      | Jumbo-Visma           | 23 pts                |

| Classement de la montagne | Classement de la montagne | Classement de la montagne | Classement de la montagne | Classement de la montagne |
| Coureur                   | Coureur                   | Pays                      | Équipe                    | Points                    |
| ------------------------- | ------------------------- | ------------------------- | ------------------------- | ------------------------- |
| 1er                       | Gotzon Martín             | Espagne                   | Euskaltel-Euskadi         | 46 pts                    |
| 2e                        | Remco Evenepoel           | Belgique                  | Deceuninck-Quick Step     | 41 pts                    |
| 3e                        | Mikel Landa               | Espagne                   | Bahrain McLaren           | 32 pts                    |
| 4e                        | Jetse Bol                 | Pays-Bas                  | Burgos-BH                 | 26 pts                    |
| 5e                        | George Bennett            | Nouvelle-Zélande          | Jumbo-Visma               | 25 pts                    |
| 6e                        | João Almeida              | Portugal                  | Deceuninck-Quick Step     | 24 pts                    |
| 7e                        | Esteban Chaves            | Colombie                  | Mitchelton-Scott          | 21 pts                    |
| 8e                        | Iván Sosa                 | Colombie                  | Team Ineos                | 18 pts                    |
| 9e                        | Richard Carapaz           | Équateur                  | Team Ineos                | 12 pts                    |
| 10e                       | Diego Pablo Sevilla       | Espagne                   | Kometa-Xstra              | 12 pts                    |

| Classement de la montagne | Classement de la montagne | Classement de la montagne | Classement de la montagne | Classement de la montagne |
| Coureur                   | Coureur                   | Pays                      | Équipe                    | Points                    |
| ------------------------- | ------------------------- | ------------------------- | ------------------------- | ------------------------- |
| 1er                       | Gotzon Martín             | Espagne                   | Euskaltel-Euskadi         | 46 pts                    |
| 2e                        | Remco Evenepoel           | Belgique                  | Deceuninck-Quick Step     | 41 pts                    |
| 3e                        | Mikel Landa               | Espagne                   | Bahrain McLaren           | 32 pts                    |
| 4e                        | Jetse Bol                 | Pays-Bas                  | Burgos-BH                 | 26 pts                    |
| 5e                        | George Bennett            | Nouvelle-Zélande          | Jumbo-Visma               | 25 pts                    |
| 6e                        | João Almeida              | Portugal                  | Deceuninck-Quick Step     | 24 pts                    |
| 7e                        | Esteban Chaves            | Colombie                  | Mitchelton-Scott          | 21 pts                    |
| 8e                        | Iván Sosa                 | Colombie                  | Team Ineos                | 18 pts                    |
| 9e                        | Richard Carapaz           | Équateur                  | Team Ineos                | 12 pts                    |
| 10e                       | Diego Pablo Sevilla       | Espagne                   | Kometa-Xstra              | 12 pts                    |

| Classement du meilleur jeune | Classement du meilleur jeune | Classement du meilleur jeune | Classement du meilleur jeune | Classement du meilleur jeune |
| Coureur                      | Coureur                      | Pays                         | Équipe                       | Temps                        |
| ---------------------------- | ---------------------------- | ---------------------------- | ---------------------------- | ---------------------------- |
| 1er                          | Remco Evenepoel              | Belgique                     | Deceuninck-Quick Step        | 19 h 14 min 42 s             |
| 2e                           | João Almeida                 | Portugal                     | Deceuninck-Quick Step        | + 1 min 12 s                 |
| 3e                           | Óscar Rodríguez Garaicoechea | Espagne                      | Astana                       | + 3 min 37 s                 |
| 4e                           | Cristian Rodríguez           | Espagne                      | Caja Rural-Seguros RGA       | + 4 min 11 s                 |
| 5e                           | Lennard Kämna                | Allemagne                    | Bora-Hansgrohe               | + 5 min 41 s                 |
| 6e                           | José Manuel Díaz             | Espagne                      | Nippo-Delko One Provence     | + 5 min 47 s                 |
| 7e                           | David Gaudu                  | France                       | Groupama-FDJ                 | + 6 min 30 s                 |
| 8e                           | Sepp Kuss                    | États-Unis                   | Jumbo-Visma                  | + 6 min 31 s                 |
| 9e                           | Urko Berrade                 | Espagne                      | Equipo Kern Pharma           | + 6 min 36 s                 |
| 10e                          | Eddie Dunbar                 | Irlande                      | Team Ineos                   | + 6 min 44 s                 |

| Classement du meilleur jeune | Classement du meilleur jeune | Classement du meilleur jeune | Classement du meilleur jeune | Classement du meilleur jeune |
| Coureur                      | Coureur                      | Pays                         | Équipe                       | Temps                        |
| ---------------------------- | ---------------------------- | ---------------------------- | ---------------------------- | ---------------------------- |
| 1er                          | Remco Evenepoel              | Belgique                     | Deceuninck-Quick Step        | 19 h 14 min 42 s             |
| 2e                           | João Almeida                 | Portugal                     | Deceuninck-Quick Step        | + 1 min 12 s                 |
| 3e                           | Óscar Rodríguez Garaicoechea | Espagne                      | Astana                       | + 3 min 37 s                 |
| 4e                           | Cristian Rodríguez           | Espagne                      | Caja Rural-Seguros RGA       | + 4 min 11 s                 |
| 5e                           | Lennard Kämna                | Allemagne                    | Bora-Hansgrohe               | + 5 min 41 s                 |
| 6e                           | José Manuel Díaz             | Espagne                      | Nippo-Delko One Provence     | + 5 min 47 s                 |
| 7e                           | David Gaudu                  | France                       | Groupama-FDJ                 | + 6 min 30 s                 |
| 8e                           | Sepp Kuss                    | États-Unis                   | Jumbo-Visma                  | + 6 min 31 s                 |
| 9e                           | Urko Berrade                 | Espagne                      | Equipo Kern Pharma           | + 6 min 36 s                 |
| 10e                          | Eddie Dunbar                 | Irlande                      | Team Ineos                   | + 6 min 44 s                 |

| Classement par équipes | Classement par équipes   | Classement par équipes | Classement par équipes |
| Équipe                 | Équipe                   | Pays                   | Temps                  |
| ---------------------- | ------------------------ | ---------------------- | ---------------------- |
| 1re                    | Mitchelton-Scott         | Australie              | 57 h 52 min 38 s       |
| 2e                     | Deceuninck-Quick Step    | Belgique               | + 2 min 03 s           |
| 3e                     | Astana                   | Kazakhstan             | + 6 min 31 s           |
| 4e                     | Ineos                    | Royaume-Uni            | + 7 min 12 s           |
| 5e                     | Caja Rural-Seguros RGA   | Espagne                | + 9 min 27 s           |
| 6e                     | Equipo Kern Pharma       | Espagne                | + 13 min 39 s          |
| 7e                     | Bora-Hansgrohe           | Allemagne              | + 14 min 24 s          |
| 8e                     | Bahrain McLaren          | Bahreïn                | + 15 min 52 s          |
| 9e                     | Nippo Delko One Provence | France                 | + 19 min 14 s          |
| 10e                    | Jumbo-Visma              | Pays-Bas               | + 24 min 38 s          |

| Classement par équipes | Classement par équipes   | Classement par équipes | Classement par équipes |
| Équipe                 | Équipe                   | Pays                   | Temps                  |
| ---------------------- | ------------------------ | ---------------------- | ---------------------- |
| 1re                    | Mitchelton-Scott         | Australie              | 57 h 52 min 38 s       |
| 2e                     | Deceuninck-Quick Step    | Belgique               | + 2 min 03 s           |
| 3e                     | Astana                   | Kazakhstan             | + 6 min 31 s           |
| 4e                     | Ineos                    | Royaume-Uni            | + 7 min 12 s           |
| 5e                     | Caja Rural-Seguros RGA   | Espagne                | + 9 min 27 s           |
| 6e                     | Equipo Kern Pharma       | Espagne                | + 13 min 39 s          |
| 7e                     | Bora-Hansgrohe           | Allemagne              | + 14 min 24 s          |
| 8e                     | Bahrain McLaren          | Bahreïn                | + 15 min 52 s          |
| 9e                     | Nippo Delko One Provence | France                 | + 19 min 14 s          |
| 10e                    | Jumbo-Visma              | Pays-Bas               | + 24 min 38 s          |

### Classement UCI
La course attribue des points au Classement mondial UCI 2020 selon le barème suivant.
| Position           | 1er | 2e  | 3e  | 4e  | 5e | 6e | 7e | 8e | 9e | 10e | 11e | 12e | 13e | 14e | 15e | 16e à 30e | 31e à 40e |
| Classement général | 200 | 150 | 125 | 100 | 85 | 70 | 60 | 50 | 40 | 35  | 30  | 25  | 20  | 15  | 10  | 5         | 3         |
| Par étape          | 20  | 10  | 5   |     |    |    |    |    |    |     |     |     |     |     |     |           |           |
| Leader, par étape  | 5   |     |     |     |    |    |    |    |    |     |     |     |     |     |     |           |           |

## Évolution des classements
| Étape              | Vainqueur           | Classement général  | Classement par points | Classement de la montagne | Classement du meilleur jeune | Classement par équipes |
| ------------------ | ------------------- | ------------------- | --------------------- | ------------------------- | ---------------------------- | ---------------------- |
| 1                  | Felix Großschartner | Felix Großschartner | Felix Großschartner   | Gotzon Martín             | João Almeida                 | Bora-Hansgrohe         |
| 2                  | Fernando Gaviria    | Felix Großschartner | Felix Großschartner   | Gotzon Martín             | Edward Dunbar                | Bora-Hansgrohe         |
| 3                  | Remco Evenepoel     | Remco Evenepoel     | João Almeida          | Gotzon Martín             | Remco Evenepoel              | Mitchelton-Scott       |
| 4                  | Sam Bennett         | Remco Evenepoel     | Sam Bennett           | Gotzon Martín             | Remco Evenepoel              | Mitchelton-Scott       |
| 5                  | Iván Sosa           | Remco Evenepoel     | Mikel Landa           | Gotzon Martín             | Remco Evenepoel              | Mitchelton-Scott       |
| Classements finals | Classements finals  | Remco Evenepoel     | Mikel Landa           | Gotzon Martín             | Remco Evenepoel              | Mitchelton-Scott       |

## Liste des participants
| Team Ineos INS | Team Ineos INS         | Team Ineos INS |
| -------------- | ---------------------- | -------------- |
| Num            | Coureur                | Pos            |
| 1              | Iván Sosa (COL)        | 25e            |
| 2              | Richard Carapaz (ECU)  | 6e             |
| 3              | Eddie Dunbar (IRL)     | 23e            |
| 4              | Filippo Ganna (ITA)    | 56e            |
| 5              | Sebastián Henao (COL)  | AB-1           |
| 6              | Christian Knees (GER)  | 54e            |
| 7              | Carlos Rodríguez (ESP) | 52e            |

| Movistar Team MOV | Movistar Team MOV                | Movistar Team MOV |
| ----------------- | -------------------------------- | ----------------- |
| Num               | Coureur                          | Pos               |
| 11                | Alejandro Valverde (ESP) (route) | 15e               |
| 12                | Imanol Erviti (ESP)              | 74e               |
| 13                | Lluís Mas (ESP)                  | 100e              |
| 14                | Enric Mas (ESP)                  | 35e               |
| 15                | Antonio Pedrero (ESP)            | 64e               |
| 16                | Marc Soler (ESP)                 | 86e               |
| 17                | Carlos Verona (ESP)              | 63e               |

| Trek-Segafredo TFS | Trek-Segafredo TFS          | Trek-Segafredo TFS |
| ------------------ | --------------------------- | ------------------ |
| Num                | Coureur                     | Pos                |
| 21                 | Mads Pedersen (DEN) (route) | AB-5               |
| 22                 | Emīls Liepiņš (LAT)         | 102e               |
| 23                 | Juan Pedro López (ESP)      | 26e                |
| 24                 | Matteo Moschetti (ITA)      | AB-5               |
| 25                 | Charlie Quarterman (GBR)    | 127e               |
| 26                 | Jasper Stuyven (BEL)        | AB-5               |
| 27                 | Edward Theuns (BEL)         | 70e                |

| Bahrain McLaren TBM | Bahrain McLaren TBM     | Bahrain McLaren TBM |
| ------------------- | ----------------------- | ------------------- |
| Num                 | Coureur                 | Pos                 |
| 31                  | Mikel Landa (ESP)       | 2e                  |
| 32                  | Eros Capecchi (ITA)     | 91e                 |
| 33                  | Damiano Caruso (ITA)    | 31e                 |
| 34                  | Mark Cavendish (GBR)    | 126e                |
| 35                  | Marco Haller (AUT)      | 112e                |
| 36                  | Heinrich Haussler (AUS) | 116e                |
| 37                  | Pello Bilbao (ESP)      | 41e                 |

| Astana AST | Astana AST                         | Astana AST |
| ---------- | ---------------------------------- | ---------- |
| Num        | Coureur                            | Pos        |
| 41         | Alex Aranburu (ESP)                | NP-5       |
| 42         | Óscar Rodríguez Garaicoechea (ESP) | 12e        |
| 43         | Zhandos Bizhigitov (KAZ)           | 94e        |
| 44         | Rodrigo Contreras (COL)            | 27e        |
| 45         | Daniil Fominykh (KAZ)              | 66e        |
| 46         | Yuriy Natarov (KAZ)                | 30e        |
| 47         | Nikita Stalnow (KAZ)               | 46e        |

| Bora-Hansgrohe BOH | Bora-Hansgrohe BOH        | Bora-Hansgrohe BOH |
| ------------------ | ------------------------- | ------------------ |
| Num                | Coureur                   | Pos                |
| 51                 | Rafał Majka (POL)         | 24e                |
| 52                 | Matteo Fabbro (ITA)       | 50e                |
| 53                 | Felix Großschartner (AUT) | 36e                |
| 54                 | Lennard Kämna (GER)       | 17e                |
| 55                 | Martin Laas (EST)         | 124e               |
| 56                 | Jay McCarthy (AUS)        | 62e                |
| 57                 | Lukas Pöstlberger (AUT)   | NP-5               |

| UAE Team Emirates UAD | UAE Team Emirates UAD             | UAE Team Emirates UAD |
| --------------------- | --------------------------------- | --------------------- |
| Num                   | Coureur                           | Pos                   |
| 61                    | Fabio Aru (ITA)                   | 9e                    |
| 62                    | Andrés Camilo Ardila (COL)        | NP-2                  |
| 63                    | David de la Cruz (ESP)            | 8e                    |
| 64                    | Fernando Gaviria (COL)            | 101e                  |
| 65                    | Sebastián Molano (COL)            | NP-2                  |
| 66                    | Cristian Muñoz (COL)              | NP-2                  |
| 67                    | Maximiliano Richeze (ARG) (route) | 111e                  |

| Deceuninck-Quick Step DQT | Deceuninck-Quick Step DQT    | Deceuninck-Quick Step DQT |
| ------------------------- | ---------------------------- | ------------------------- |
| Num                       | Coureur                      | Pos                       |
| 71                        | Remco Evenepoel (BEL)        | 1er                       |
| 72                        | João Almeida (POR)           | 3e                        |
| 73                        | Shane Archbold (NZL) (route) | 108e                      |
| 74                        | Andrea Bagioli (ITA)         | 34e                       |
| 75                        | Sam Bennett (IRL) (route)    | 113e                      |
| 76                        | Yves Lampaert (BEL)          | 57e                       |
| 77                        | Michael Mørkøv (DEN) (route) | 90e                       |

| NTT Pro Cycling NTT | NTT Pro Cycling NTT    | NTT Pro Cycling NTT |
| ------------------- | ---------------------- | ------------------- |
| Num                 | Coureur                | Pos                 |
| 81                  | Nicholas Dlamini (RSA) | 89e                 |
| 82                  | Benjamin Dyball (AUS)  | 106e                |
| 83                  | Louis Meintjes (RSA)   | 14e                 |
| 84                  | Giacomo Nizzolo (ITA)  | AB-5                |
| 85                  | Ben O'Connor (AUS)     | 96e                 |
| 86                  | Max Walscheid (GER)    | AB-5                |
| 87                  | Danilo Wyss (SUI)      | 43e                 |

| Mitchelton-Scott MTS | Mitchelton-Scott MTS          | Mitchelton-Scott MTS |
| -------------------- | ----------------------------- | -------------------- |
| Num                  | Coureur                       | Pos                  |
| 91                   | Simon Yates (GBR)             | 16e                  |
| 92                   | Lucas Hamilton (AUS)          | 60e                  |
| 93                   | Esteban Chaves (COL)          | 4e                   |
| 94                   | Alexander Edmondson (AUS)     | 85e                  |
| 95                   | Jack Haig (AUS)               | 29e                  |
| 96                   | Christopher Juul Jensen (DEN) | 75e                  |
| 97                   | Mikel Nieve (ESP)             | 10e                  |

| Groupama-FDJ GFC | Groupama-FDJ GFC          | Groupama-FDJ GFC |
| ---------------- | ------------------------- | ---------------- |
| Num              | Coureur                   | Pos              |
| 101              | Arnaud Démare (FRA)       | 107e             |
| 102              | David Gaudu (FRA)         | 19e              |
| 103              | Jacopo Guarnieri (ITA)    | 115e             |
| 104              | Ignatas Konovalovas (LTU) | 99e              |
| 105              | Miles Scotson (AUS)       | 67e              |
| 106              | Kilian Frankiny (SUI)     | 110e             |
| 107              | Ramon Sinkeldam (NED)     | 79e              |

| Israel Start-Up Nation ISN | Israel Start-Up Nation ISN | Israel Start-Up Nation ISN |
| -------------------------- | -------------------------- | -------------------------- |
| Num                        | Coureur                    | Pos                        |
| 111                        | Davide Cimolai (ITA)       | 121e                       |
| 112                        | Alex Dowsett (GBR)         | NP-1                       |
| 113                        | Rick Zabel (GER)           | 58e                        |
| 114                        | Ben Hermans (BEL)          | 7e                         |
| 115                        | Daniel Navarro (ESP)       | 33e                        |
| 117                        | Tom Van Asbroeck (BEL)     | 59e                        |

| CCC Team CCC | CCC Team CCC             | CCC Team CCC |
| ------------ | ------------------------ | ------------ |
| Num          | Coureur                  | Pos          |
| 121          | Patrick Bevin (NZL)      | 83e          |
| 122          | Víctor de la Parte (ESP) | 11e          |
| 123          | Kamil Gradek (POL)       | 71e          |
| 124          | Kamil Małecki (POL)      | 82e          |
| 125          | Szymon Sajnok (POL)      | 104e         |
| 126          | Matteo Trentin (ITA)     | 69e          |
| 127          | Attila Valter (HUN)      | 68e          |

| Jumbo-Visma TJV | Jumbo-Visma TJV         | Jumbo-Visma TJV |
| --------------- | ----------------------- | --------------- |
| Num             | Coureur                 | Pos             |
| 131             | George Bennett (NZL)    | 5e              |
| 132             | Pascal Eenkhoorn (NED)  | 72e             |
| 133             | Lennard Hofstede (NED)  | 77e             |
| 134             | Sepp Kuss (USA)         | 20e             |
| 135             | Timo Roosen (NED)       | 73e             |
| 136             | Gijs Leemreize (NED)    | AB-1            |
| 137             | Finn Fisher-Black (NZL) | 117e            |

| Caja Rural-Seguros RGA CJR | Caja Rural-Seguros RGA CJR | Caja Rural-Seguros RGA CJR |
| -------------------------- | -------------------------- | -------------------------- |
| Num                        | Coureur                    | Pos                        |
| 141                        | Jonathan Lastra (ESP)      | NP-3                       |
| 142                        | Alejandro Osorio (COL)     | 87e                        |
| 143                        | Cristian Rodríguez (ESP)   | 13e                        |
| 144                        | Jon Irisarri (ESP)         | 47e                        |
| 145                        | Jon Aberasturi (ESP)       | AB-5                       |
| 146                        | Gonzalo Serrano (ESP)      | AB-5                       |
| 147                        | Joel Nicolau (ESP)         | 76e                        |

| Burgos-BH BBH | Burgos-BH BBH            | Burgos-BH BBH |
| ------------- | ------------------------ | ------------- |
| Num           | Coureur                  | Pos           |
| 151           | Ángel Madrazo (ESP)      | 51e           |
| 152           | Willie Smit (RSA)        | 122e          |
| 153           | Jaume Sureda (ESP)       | AB-3          |
| 154           | Óscar Cabedo (ESP)       | 84e           |
| 155           | Ángel Fuentes (ESP)      | 123e          |
| 156           | Jetse Bol (NED)          | 38e           |
| 157           | Juan Felipe Osorio (COL) | 40e           |

| Euskaltel-Euskadi EUS | Euskaltel-Euskadi EUS  | Euskaltel-Euskadi EUS |
| --------------------- | ---------------------- | --------------------- |
| Num                   | Coureur                | Pos                   |
| 161                   | Juan José Lobato (ESP) | AB-5                  |
| 162                   | Mikel Aristi (ESP)     | AB-5                  |
| 163                   | Julen Irizar (ESP)     | NP-5                  |
| 164                   | Mikel Bizkarra (ESP)   | 42e                   |
| 165                   | Gotzon Martín (ESP)    | 78e                   |
| 166                   | Rubén Fernández (ESP)  | 32e                   |
| 167                   | Txomin Juaristi (ESP)  | 105e                  |

| Nippo-Delko One Provence NDP | Nippo-Delko One Provence NDP | Nippo-Delko One Provence NDP |
| ---------------------------- | ---------------------------- | ---------------------------- |
| Num                          | Coureur                      | Pos                          |
| 171                          | José Manuel Díaz (ESP)       | 18e                          |
| 172                          | Alessandro Fedeli (ITA)      | 88e                          |
| 173                          | Delio Fernández (ESP)        | 39e                          |
| 174                          | Mauro Finetto (ITA)          | 53e                          |
| 175                          | Biniam Girmay (ERI)          | AB-5                         |
| 176                          | Riccardo Minali (ITA)        | 109e                         |
| 177                          | Mulu Hailemichael (ETH)      | 97e                          |

| Gazprom-RusVelo GAZ | Gazprom-RusVelo GAZ      | Gazprom-RusVelo GAZ |
| ------------------- | ------------------------ | ------------------- |
| Num                 | Coureur                  | Pos                 |
| 181                 | Sergey Chernetskiy (RUS) | 22e                 |
| 182                 | Marco Canola (ITA)       | 93e                 |
| 183                 | Damiano Cima (ITA)       | 125e                |
| 184                 | Alexey Rybalkin (RUS)    | 61e                 |
| 185                 | Nikolay Cherkasov (RUS)  | 80e                 |
| 186                 | Simone Velasco (ITA)     | 103e                |
| 187                 | Ivan Rovny (RUS)         | 65e                 |

| Bingoal-Wallonie Bruxelles WVA | Bingoal-Wallonie Bruxelles WVA | Bingoal-Wallonie Bruxelles WVA |
| ------------------------------ | ------------------------------ | ------------------------------ |
| Num                            | Coureur                        | Pos                            |
| 191                            | Laurens Huys (BEL)             | 45e                            |
| 192                            | Eliot Lietaer (BEL)            | 28e                            |
| 193                            | Arjen Livyns (BEL)             | 92e                            |
| 194                            | Baptiste Planckaert (BEL)      | 49e                            |
| 195                            | Ludovic Robeet (BEL)           | 119e                           |
| 196                            | Lionel Taminiaux (BEL)         | 95e                            |
| 197                            | Jelle Vanendert (BEL)          | 114e                           |

| Kometa-Xstra KMT | Kometa-Xstra KMT                 | Kometa-Xstra KMT |
| ---------------- | -------------------------------- | ---------------- |
| Num              | Coureur                          | Pos              |
| 201              | Alessandro Fancellu (ITA)        | AB-5             |
| 202              | Márton Dina (HUN)                | 48e              |
| 203              | Diego Pablo Sevilla (ESP)        | 120e             |
| 204              | Alejandro Ropero (ESP)           | 98e              |
| 205              | Antonio Puppio (ITA)             | 81e              |
| 206              | José Antonio García Martín (ESP) | AB-3             |
| 207              | Riccardo Verza (ITA)             | 118e             |

| Equipo Kern Pharma EKP | Equipo Kern Pharma EKP | Equipo Kern Pharma EKP |
| ---------------------- | ---------------------- | ---------------------- |
| Num                    | Coureur                | Pos                    |
| 211                    | Jaime Castrillo (ESP)  | 44e                    |
| 212                    | Roger Adrià (ESP)      | 37e                    |
| 213                    | Francisco Galván (ESP) | AB-5                   |
| 214                    | Jon Agirre (ESP)       | AB-4                   |
| 215                    | Urko Berrade (ESP)     | 21e                    |
| 216                    | Enrique Sanz (ESP)     | AB-5                   |
| 217                    | Daniel Méndez (COL)    | 55e                    |

| Team Ineos INS | Team Ineos INS         | Team Ineos INS |
| -------------- | ---------------------- | -------------- |
| Num            | Coureur                | Pos            |
| 1              | Iván Sosa (COL)        | 25e            |
| 2              | Richard Carapaz (ECU)  | 6e             |
| 3              | Eddie Dunbar (IRL)     | 23e            |
| 4              | Filippo Ganna (ITA)    | 56e            |
| 5              | Sebastián Henao (COL)  | AB-1           |
| 6              | Christian Knees (GER)  | 54e            |
| 7              | Carlos Rodríguez (ESP) | 52e            |

| Movistar Team MOV | Movistar Team MOV                | Movistar Team MOV |
| ----------------- | -------------------------------- | ----------------- |
| Num               | Coureur                          | Pos               |
| 11                | Alejandro Valverde (ESP) (route) | 15e               |
| 12                | Imanol Erviti (ESP)              | 74e               |
| 13                | Lluís Mas (ESP)                  | 100e              |
| 14                | Enric Mas (ESP)                  | 35e               |
| 15                | Antonio Pedrero (ESP)            | 64e               |
| 16                | Marc Soler (ESP)                 | 86e               |
| 17                | Carlos Verona (ESP)              | 63e               |

| Trek-Segafredo TFS | Trek-Segafredo TFS          | Trek-Segafredo TFS |
| ------------------ | --------------------------- | ------------------ |
| Num                | Coureur                     | Pos                |
| 21                 | Mads Pedersen (DEN) (route) | AB-5               |
| 22                 | Emīls Liepiņš (LAT)         | 102e               |
| 23                 | Juan Pedro López (ESP)      | 26e                |
| 24                 | Matteo Moschetti (ITA)      | AB-5               |
| 25                 | Charlie Quarterman (GBR)    | 127e               |
| 26                 | Jasper Stuyven (BEL)        | AB-5               |
| 27                 | Edward Theuns (BEL)         | 70e                |

| Bahrain McLaren TBM | Bahrain McLaren TBM     | Bahrain McLaren TBM |
| ------------------- | ----------------------- | ------------------- |
| Num                 | Coureur                 | Pos                 |
| 31                  | Mikel Landa (ESP)       | 2e                  |
| 32                  | Eros Capecchi (ITA)     | 91e                 |
| 33                  | Damiano Caruso (ITA)    | 31e                 |
| 34                  | Mark Cavendish (GBR)    | 126e                |
| 35                  | Marco Haller (AUT)      | 112e                |
| 36                  | Heinrich Haussler (AUS) | 116e                |
| 37                  | Pello Bilbao (ESP)      | 41e                 |

| Astana AST | Astana AST                         | Astana AST |
| ---------- | ---------------------------------- | ---------- |
| Num        | Coureur                            | Pos        |
| 41         | Alex Aranburu (ESP)                | NP-5       |
| 42         | Óscar Rodríguez Garaicoechea (ESP) | 12e        |
| 43         | Zhandos Bizhigitov (KAZ)           | 94e        |
| 44         | Rodrigo Contreras (COL)            | 27e        |
| 45         | Daniil Fominykh (KAZ)              | 66e        |
| 46         | Yuriy Natarov (KAZ)                | 30e        |
| 47         | Nikita Stalnow (KAZ)               | 46e        |

| Bora-Hansgrohe BOH | Bora-Hansgrohe BOH        | Bora-Hansgrohe BOH |
| ------------------ | ------------------------- | ------------------ |
| Num                | Coureur                   | Pos                |
| 51                 | Rafał Majka (POL)         | 24e                |
| 52                 | Matteo Fabbro (ITA)       | 50e                |
| 53                 | Felix Großschartner (AUT) | 36e                |
| 54                 | Lennard Kämna (GER)       | 17e                |
| 55                 | Martin Laas (EST)         | 124e               |
| 56                 | Jay McCarthy (AUS)        | 62e                |
| 57                 | Lukas Pöstlberger (AUT)   | NP-5               |

| UAE Team Emirates UAD | UAE Team Emirates UAD             | UAE Team Emirates UAD |
| --------------------- | --------------------------------- | --------------------- |
| Num                   | Coureur                           | Pos                   |
| 61                    | Fabio Aru (ITA)                   | 9e                    |
| 62                    | Andrés Camilo Ardila (COL)        | NP-2                  |
| 63                    | David de la Cruz (ESP)            | 8e                    |
| 64                    | Fernando Gaviria (COL)            | 101e                  |
| 65                    | Sebastián Molano (COL)            | NP-2                  |
| 66                    | Cristian Muñoz (COL)              | NP-2                  |
| 67                    | Maximiliano Richeze (ARG) (route) | 111e                  |

| Deceuninck-Quick Step DQT | Deceuninck-Quick Step DQT    | Deceuninck-Quick Step DQT |
| ------------------------- | ---------------------------- | ------------------------- |
| Num                       | Coureur                      | Pos                       |
| 71                        | Remco Evenepoel (BEL)        | 1er                       |
| 72                        | João Almeida (POR)           | 3e                        |
| 73                        | Shane Archbold (NZL) (route) | 108e                      |
| 74                        | Andrea Bagioli (ITA)         | 34e                       |
| 75                        | Sam Bennett (IRL) (route)    | 113e                      |
| 76                        | Yves Lampaert (BEL)          | 57e                       |
| 77                        | Michael Mørkøv (DEN) (route) | 90e                       |

| NTT Pro Cycling NTT | NTT Pro Cycling NTT    | NTT Pro Cycling NTT |
| ------------------- | ---------------------- | ------------------- |
| Num                 | Coureur                | Pos                 |
| 81                  | Nicholas Dlamini (RSA) | 89e                 |
| 82                  | Benjamin Dyball (AUS)  | 106e                |
| 83                  | Louis Meintjes (RSA)   | 14e                 |
| 84                  | Giacomo Nizzolo (ITA)  | AB-5                |
| 85                  | Ben O'Connor (AUS)     | 96e                 |
| 86                  | Max Walscheid (GER)    | AB-5                |
| 87                  | Danilo Wyss (SUI)      | 43e                 |

| Mitchelton-Scott MTS | Mitchelton-Scott MTS          | Mitchelton-Scott MTS |
| -------------------- | ----------------------------- | -------------------- |
| Num                  | Coureur                       | Pos                  |
| 91                   | Simon Yates (GBR)             | 16e                  |
| 92                   | Lucas Hamilton (AUS)          | 60e                  |
| 93                   | Esteban Chaves (COL)          | 4e                   |
| 94                   | Alexander Edmondson (AUS)     | 85e                  |
| 95                   | Jack Haig (AUS)               | 29e                  |
| 96                   | Christopher Juul Jensen (DEN) | 75e                  |
| 97                   | Mikel Nieve (ESP)             | 10e                  |

| Groupama-FDJ GFC | Groupama-FDJ GFC          | Groupama-FDJ GFC |
| ---------------- | ------------------------- | ---------------- |
| Num              | Coureur                   | Pos              |
| 101              | Arnaud Démare (FRA)       | 107e             |
| 102              | David Gaudu (FRA)         | 19e              |
| 103              | Jacopo Guarnieri (ITA)    | 115e             |
| 104              | Ignatas Konovalovas (LTU) | 99e              |
| 105              | Miles Scotson (AUS)       | 67e              |
| 106              | Kilian Frankiny (SUI)     | 110e             |
| 107              | Ramon Sinkeldam (NED)     | 79e              |

| Israel Start-Up Nation ISN | Israel Start-Up Nation ISN | Israel Start-Up Nation ISN |
| -------------------------- | -------------------------- | -------------------------- |
| Num                        | Coureur                    | Pos                        |
| 111                        | Davide Cimolai (ITA)       | 121e                       |
| 112                        | Alex Dowsett (GBR)         | NP-1                       |
| 113                        | Rick Zabel (GER)           | 58e                        |
| 114                        | Ben Hermans (BEL)          | 7e                         |
| 115                        | Daniel Navarro (ESP)       | 33e                        |
| 117                        | Tom Van Asbroeck (BEL)     | 59e                        |

| CCC Team CCC | CCC Team CCC             | CCC Team CCC |
| ------------ | ------------------------ | ------------ |
| Num          | Coureur                  | Pos          |
| 121          | Patrick Bevin (NZL)      | 83e          |
| 122          | Víctor de la Parte (ESP) | 11e          |
| 123          | Kamil Gradek (POL)       | 71e          |
| 124          | Kamil Małecki (POL)      | 82e          |
| 125          | Szymon Sajnok (POL)      | 104e         |
| 126          | Matteo Trentin (ITA)     | 69e          |
| 127          | Attila Valter (HUN)      | 68e          |

| Jumbo-Visma TJV | Jumbo-Visma TJV         | Jumbo-Visma TJV |
| --------------- | ----------------------- | --------------- |
| Num             | Coureur                 | Pos             |
| 131             | George Bennett (NZL)    | 5e              |
| 132             | Pascal Eenkhoorn (NED)  | 72e             |
| 133             | Lennard Hofstede (NED)  | 77e             |
| 134             | Sepp Kuss (USA)         | 20e             |
| 135             | Timo Roosen (NED)       | 73e             |
| 136             | Gijs Leemreize (NED)    | AB-1            |
| 137             | Finn Fisher-Black (NZL) | 117e            |

| Caja Rural-Seguros RGA CJR | Caja Rural-Seguros RGA CJR | Caja Rural-Seguros RGA CJR |
| -------------------------- | -------------------------- | -------------------------- |
| Num                        | Coureur                    | Pos                        |
| 141                        | Jonathan Lastra (ESP)      | NP-3                       |
| 142                        | Alejandro Osorio (COL)     | 87e                        |
| 143                        | Cristian Rodríguez (ESP)   | 13e                        |
| 144                        | Jon Irisarri (ESP)         | 47e                        |
| 145                        | Jon Aberasturi (ESP)       | AB-5                       |
| 146                        | Gonzalo Serrano (ESP)      | AB-5                       |
| 147                        | Joel Nicolau (ESP)         | 76e                        |

| Burgos-BH BBH | Burgos-BH BBH            | Burgos-BH BBH |
| ------------- | ------------------------ | ------------- |
| Num           | Coureur                  | Pos           |
| 151           | Ángel Madrazo (ESP)      | 51e           |
| 152           | Willie Smit (RSA)        | 122e          |
| 153           | Jaume Sureda (ESP)       | AB-3          |
| 154           | Óscar Cabedo (ESP)       | 84e           |
| 155           | Ángel Fuentes (ESP)      | 123e          |
| 156           | Jetse Bol (NED)          | 38e           |
| 157           | Juan Felipe Osorio (COL) | 40e           |

| Euskaltel-Euskadi EUS | Euskaltel-Euskadi EUS  | Euskaltel-Euskadi EUS |
| --------------------- | ---------------------- | --------------------- |
| Num                   | Coureur                | Pos                   |
| 161                   | Juan José Lobato (ESP) | AB-5                  |
| 162                   | Mikel Aristi (ESP)     | AB-5                  |
| 163                   | Julen Irizar (ESP)     | NP-5                  |
| 164                   | Mikel Bizkarra (ESP)   | 42e                   |
| 165                   | Gotzon Martín (ESP)    | 78e                   |
| 166                   | Rubén Fernández (ESP)  | 32e                   |
| 167                   | Txomin Juaristi (ESP)  | 105e                  |

| Nippo-Delko One Provence NDP | Nippo-Delko One Provence NDP | Nippo-Delko One Provence NDP |
| ---------------------------- | ---------------------------- | ---------------------------- |
| Num                          | Coureur                      | Pos                          |
| 171                          | José Manuel Díaz (ESP)       | 18e                          |
| 172                          | Alessandro Fedeli (ITA)      | 88e                          |
| 173                          | Delio Fernández (ESP)        | 39e                          |
| 174                          | Mauro Finetto (ITA)          | 53e                          |
| 175                          | Biniam Girmay (ERI)          | AB-5                         |
| 176                          | Riccardo Minali (ITA)        | 109e                         |
| 177                          | Mulu Hailemichael (ETH)      | 97e                          |

| Gazprom-RusVelo GAZ | Gazprom-RusVelo GAZ      | Gazprom-RusVelo GAZ |
| ------------------- | ------------------------ | ------------------- |
| Num                 | Coureur                  | Pos                 |
| 181                 | Sergey Chernetskiy (RUS) | 22e                 |
| 182                 | Marco Canola (ITA)       | 93e                 |
| 183                 | Damiano Cima (ITA)       | 125e                |
| 184                 | Alexey Rybalkin (RUS)    | 61e                 |
| 185                 | Nikolay Cherkasov (RUS)  | 80e                 |
| 186                 | Simone Velasco (ITA)     | 103e                |
| 187                 | Ivan Rovny (RUS)         | 65e                 |

| Bingoal-Wallonie Bruxelles WVA | Bingoal-Wallonie Bruxelles WVA | Bingoal-Wallonie Bruxelles WVA |
| ------------------------------ | ------------------------------ | ------------------------------ |
| Num                            | Coureur                        | Pos                            |
| 191                            | Laurens Huys (BEL)             | 45e                            |
| 192                            | Eliot Lietaer (BEL)            | 28e                            |
| 193                            | Arjen Livyns (BEL)             | 92e                            |
| 194                            | Baptiste Planckaert (BEL)      | 49e                            |
| 195                            | Ludovic Robeet (BEL)           | 119e                           |
| 196                            | Lionel Taminiaux (BEL)         | 95e                            |
| 197                            | Jelle Vanendert (BEL)          | 114e                           |

| Kometa-Xstra KMT | Kometa-Xstra KMT                 | Kometa-Xstra KMT |
| ---------------- | -------------------------------- | ---------------- |
| Num              | Coureur                          | Pos              |
| 201              | Alessandro Fancellu (ITA)        | AB-5             |
| 202              | Márton Dina (HUN)                | 48e              |
| 203              | Diego Pablo Sevilla (ESP)        | 120e             |
| 204              | Alejandro Ropero (ESP)           | 98e              |
| 205              | Antonio Puppio (ITA)             | 81e              |
| 206              | José Antonio García Martín (ESP) | AB-3             |
| 207              | Riccardo Verza (ITA)             | 118e             |

| Equipo Kern Pharma EKP | Equipo Kern Pharma EKP | Equipo Kern Pharma EKP |
| ---------------------- | ---------------------- | ---------------------- |
| Num                    | Coureur                | Pos                    |
| 211                    | Jaime Castrillo (ESP)  | 44e                    |
| 212                    | Roger Adrià (ESP)      | 37e                    |
| 213                    | Francisco Galván (ESP) | AB-5                   |
| 214                    | Jon Agirre (ESP)       | AB-4                   |
| 215                    | Urko Berrade (ESP)     | 21e                    |
| 216                    | Enrique Sanz (ESP)     | AB-5                   |
| 217                    | Daniel Méndez (COL)    | 55e                    |